# یوزف شلویتسکی
یوزف شلویتسکی (لهستانی: Józef Śliwicki؛ ‏ ۲۶ دسامبر ۱۸۶۷–۷ اکتبر ۱۹۴۴) بازیگر وکارگردان نمایش اهل لهستان بود. وی نخستین رئیس سندیکای هنرمندان صحنه لهستان بود.
از فیلم‌هایی که وی در آن‌ها نقش داشته‌است، می‌توان به پروفسور ویلچور، پان تادئوش، بولک و لولک و غیرقابل‌تصور اشاره نمود.